# Formigais
Formigais est une freguesia portugaise située dans le District de Santarém.
Avec une superficie de 11,53 km2 et une population de 444 habitants (2001), la paroisse possède une densité de 38,5 hab/km2.

## Villages
- Agroal
- Botelha
- Casal da Fonte
- Casal da Igreja
- Formigais
- Palmeiria
- Porto Velho
- Quebrada de Baixo
- Vermoeira

## Photos

### Galerie

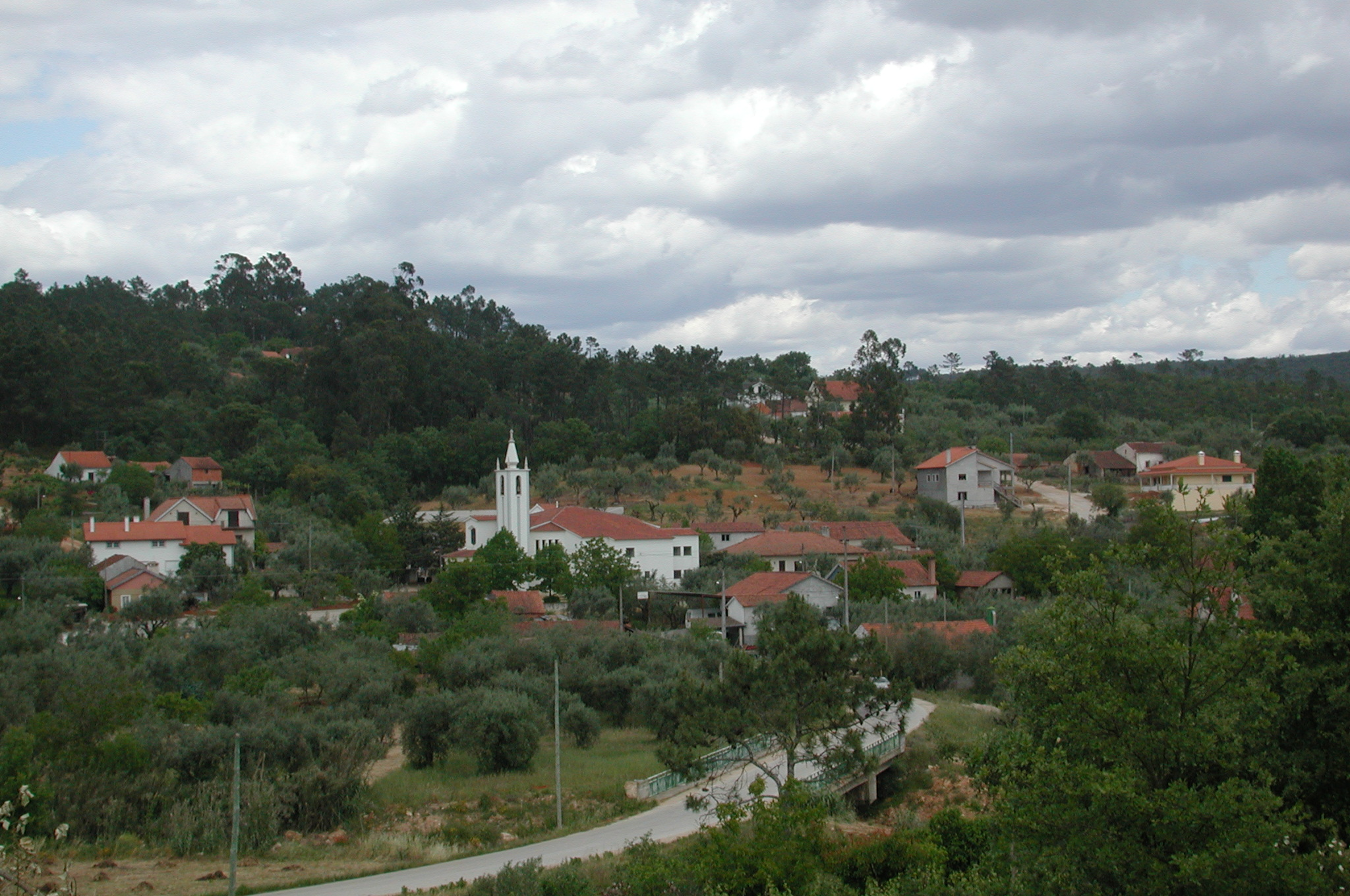
Vue de la freguesia de Formigais
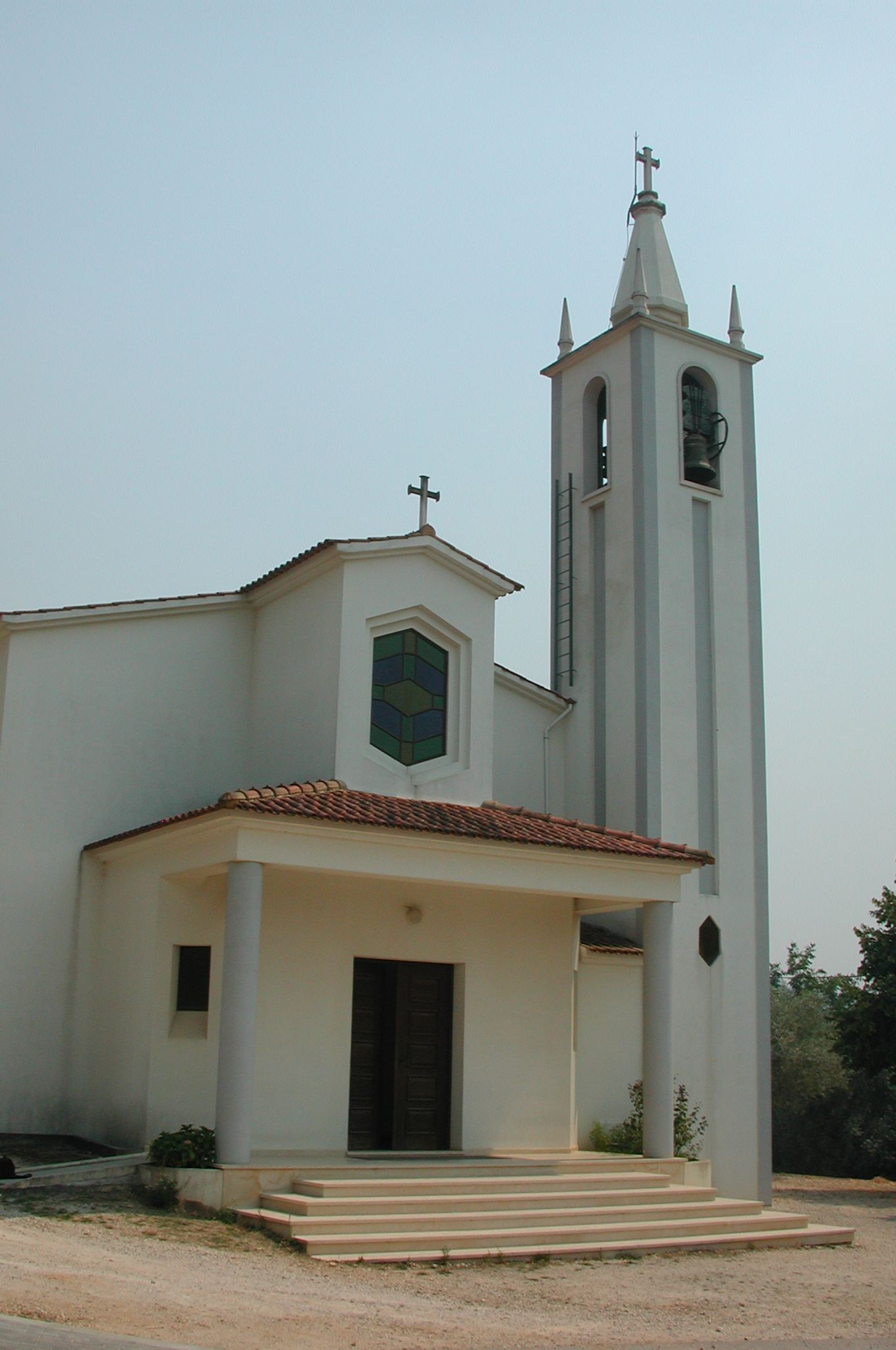
Église paroissiale de Formigais